# Simon Armitage
Simon Armitage (Huddersfield, 26 maggio 1963) è uno scrittore, poeta, saggista e drammaturgo britannico.

## Biografia
Ha pubblicato più di 20 raccolte di poesie; la sua prima antologia è stata Zoom! nel 1989. Parte della sua opera poetica è concentrata sulla sua città natale nel West Yorkshire; queste ultime rappresentazioni campanilistiche sono presenti in Magnetic Field: The Marsden Poems. È un traduttore e curatore editoriale di poemi e classici, tra i quali l'Odissea, La morte di Artù, Pearl e Galvano e il Cavaliere Verde. Ha scritto diversi libri di viaggio tra cui Moon Country e Walking Home: Travels with a Troubadour on the Pennine Way. Ha redatto raccolte poetiche di celebri autori tra cui una incentrata sugli scritti di Ted Hughes. Ha partecipato a numerosi documentari televisivi e radiofonici, eventi teatrali e viaggi. Insegna letteratura all'Università di Leeds e dal 2019 è poeta laureato del Regno Unito.